# António Ramalho Eanes
António Ramalho Eanes, all'anagrafe António dos Santos Ramalho Eanes (Alcains, 25 gennaio 1935), è un politico e generale portoghese, presidente del Portogallo dal 1976 al 1986.

## Biografia
Nato da una famiglia umile, seguì la carriera militare entrando nell'Esercito nel 1953, studiando tattica militare alla Escola do Exército dal 1952 al 1956. Nella Guerra coloniale portoghese, combatté in India portoghese, a Macao, in Mozambico, in Guinea-Bissau e in Angola. 
Al momento della Rivoluzione dei garofani, Eanes si trovava in servizio in Angola. Tornato in Portogallo, aderì al Movimento das Forças Armadas e fu nominato presidente della RTP. Nel 1975 fu nominato generale e diresse le operazioni militari del 25 novembre di quell'anno contro la fazione più radicale del MFA, che aveva tentato di effettuare un colpo di Stato. 
Alle elezioni del 1976 fu eletto Presidente della Repubblica, venendo riconfermato alle elezioni del 1980. Cessò dalle funzioni di Presidente nel febbraio del 1986 e assumendo poco dopo la presidenza del Partido Renovador Democrático, dimettendosi nel 1987.
È sposato con Maria Manuela Duarte Neto de Portugal Eanes.

## Onorificenze

### Onorificenze portoghesi
Come Presidente della Repubblica:
Personalmente è stato insignito dei titoli di: